# Franjo-Tuđman-Brücke (Dubrovnik)
Die  Franjo-Tuđman-Brücke  (kroatisch Most dr. Franja Tuđmana), auch Dubrovnik-Brücke (Most Dubrovnik) genannt, ist eine Straßenbrücke der kroatischen Nationalstraße D8 mit zwei Fahrstreifen. Sie ist benannt nach Franjo Tuđman, dem ersten Präsidenten Kroatiens nach Erlangung der Unabhängigkeit des Landes im Jahr 1991.
Das Bauwerk überspannt bei Dubrovnik im nordwestlich des Zentrums gelegenen Stadtteil Gruž mit einer Gesamtlänge, einschließlich Widerlager, von 518 m eine Bucht der Adria mit der Mündung der Ombla. Dadurch verkürzt sich die Strecke zwischen Dubrovnik und Split um 12 km. Zwischen den Jahren 1998 und 2002 wurde die Brücke errichtet.
Das Bauwerk besteht aus einem Spannbetonüberbau, dessen Pfeiler am nördlichen Ufer steht, und einer einhüftigen Schrägseilbrücke, deren Pylon am südlichen Ufer platziert ist. Die Hauptöffnung hat bei einer lichten Höhe von 50 m eine Stützweite von 304,4 m, die Gesamtstützweite beträgt 472,1 m. Der Übergang zwischen den beiden Brückenteilen erfolgt mit einer Konsolkonstruktion.
Das Bauwerk wurde geplant von Herbert Schambeck und Karl Sporschill, die dabei auf ältere kroatische Entwürfe zurückgreifen konnten. Gebaut wurde die Brücke von der Walter Bau AG.

## Spannbetonbrücke

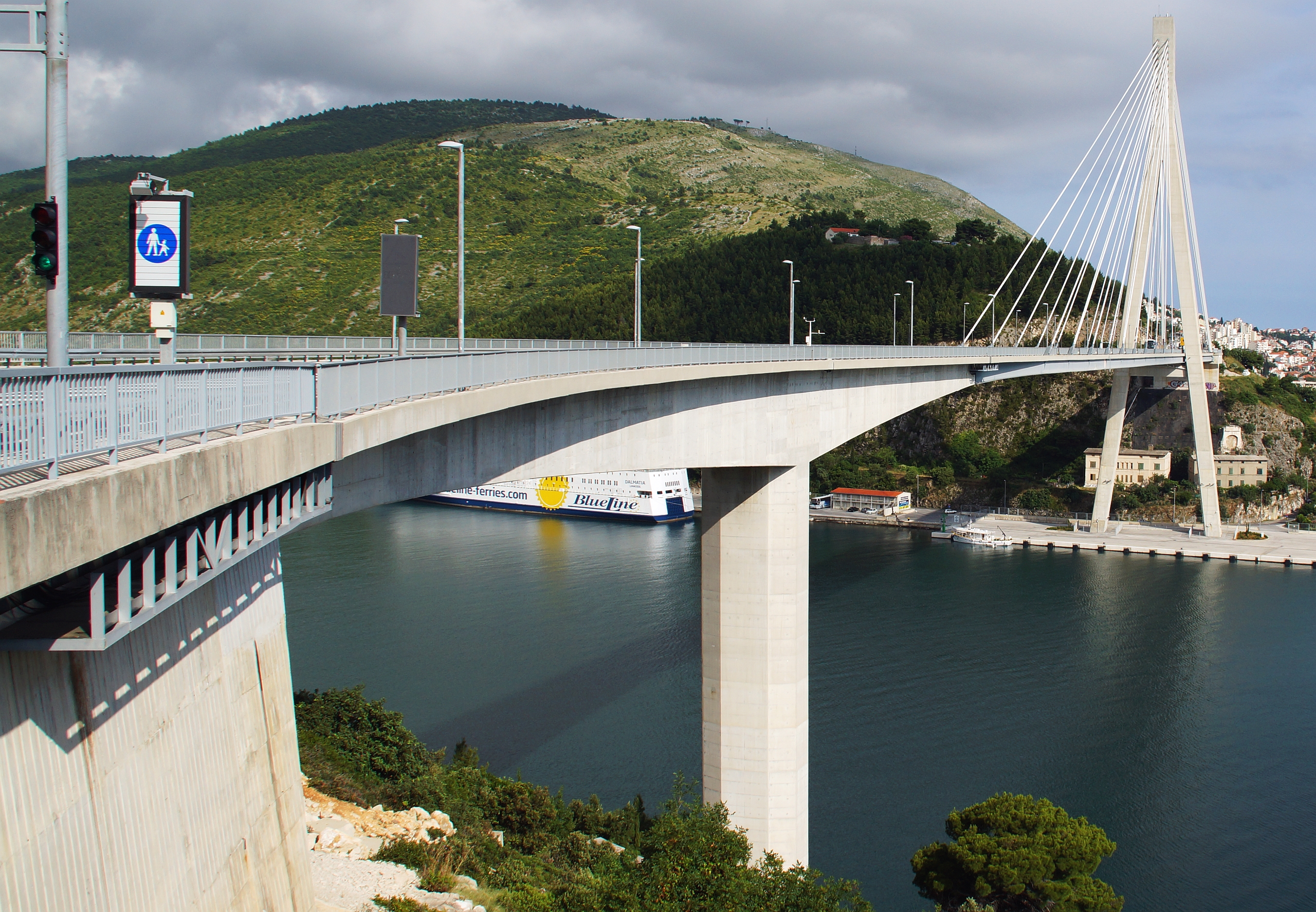
Franjo-Tuđman-Brücke mit dem im Vordergrund ersichtlichen Überbaufeld aus Spannbeton, auf Pfeiler gestützt

Die Spannbetonbrücke ist durch einen 40 m hohen Pfeiler, der auf 40 Pfählen mit 1,2 m Durchmesser gegründet ist, in ein Randfeld mit 87,35 m Stützweite und einen Kragarm mit 60,05 m Stützweite unterteilt. An der Kragarmspitze ist ein Auflager der Schrägseilbrücke vorhanden.
Der Überbau hat als Querschnitt einen einzelligen Spannbetonhohlkasten mit einer veränderlichen Konstruktionshöhe. Diese beträgt über dem Pfeiler 8,22 m und 3,0 m am Übergang zur Schrägseilbrücke. Die senkrechten Stege sind am Pfeiler 80 cm dick, die Bodenplatte hat dort eine Dicke von 1,05 m bei einer Breite von 8,0 m.
Die Herstellung erfolgte vom Pfeiler aus, auf eine Länge von je 60 m in beide Richtungen, im Freivorbau mit Regeltaktlängen von 5,0 m. Die restlichen 27 m des Überbaus wurden vor dem Widerlager mit einem Lehrgerüst betoniert.

## Schrägseilbrücke

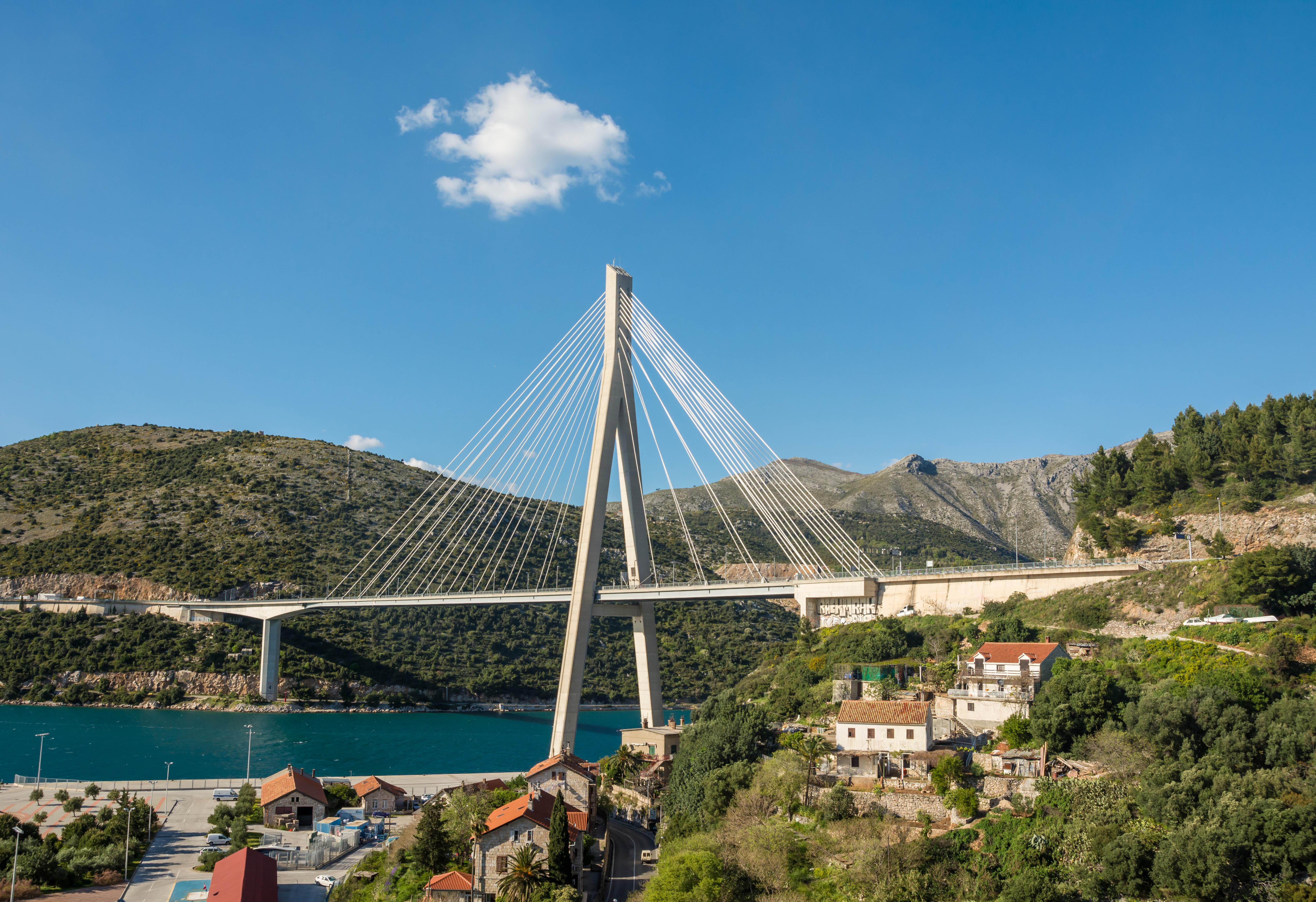
Schrägseilbrücke

Die einhüftige Schrägseilbrücke besteht aus dem 244 m langen Hauptfeld, das auf dem Überbaukragarm der Spannbetonbrücke gelagert ist und dem 80,7 m spannenden Seitenfeld.
Das Hauptfeld wird von zehn büschelförmig angeordneten Seilpaaren getragen, drei Seilpaare tragen das Seitenfeld. Sechs harfenförmig angeordnete Seilpaare spannen direkt vom Pylon zum südlichen, 18,8 m langen Widerlager und sind dort verankert. In Querrichtung besitzt der Brückenüberbau einen zweistegigen Plattenbalkenquerschnitt. Die außen liegenden, 2,0 m hohen Hauptträger, in denen die Seile verankert sind, sind in einem Abstand von 13,0 m angeordnet und alle 5,0 m durch Querträger miteinander verschweißt. Die Querträger sind über Kopfbolzendübel mit der 25 cm dicken Stahlbetonfahrbahnplatte verbunden. Der 141,5 m hohe Pylon der Schrägseilbrücke hat eine λ-Form. Die Stiele besitzen einen rechteckigen Hohlquerschnitt aus Stahlbeton.
Die Brückenkonstruktion wurde in der Planung aufgrund ihrer Lage bezüglich Beanspruchungen aus Erdbeben und Wind intensiv untersucht und entsprechend dimensioniert. Trotzdem gab es bei den bis zu 220 m langen Seilen während der Winterstürme Schwingungen mit Auslenkungen von bis zu 2 m. Die Schwingungen wurden bei Windgeschwindigkeiten von 110 km/h beobachtet, als an den Seilen Schnee haftete, was den Querschnitt veränderte und so die Auf- und Abtriebskräfte durch den Wind vergrößerte. Deshalb wurden an den Seilen nachträglich geregelte Schwingungsdämpfer eingebaut.

Brücke im Bild
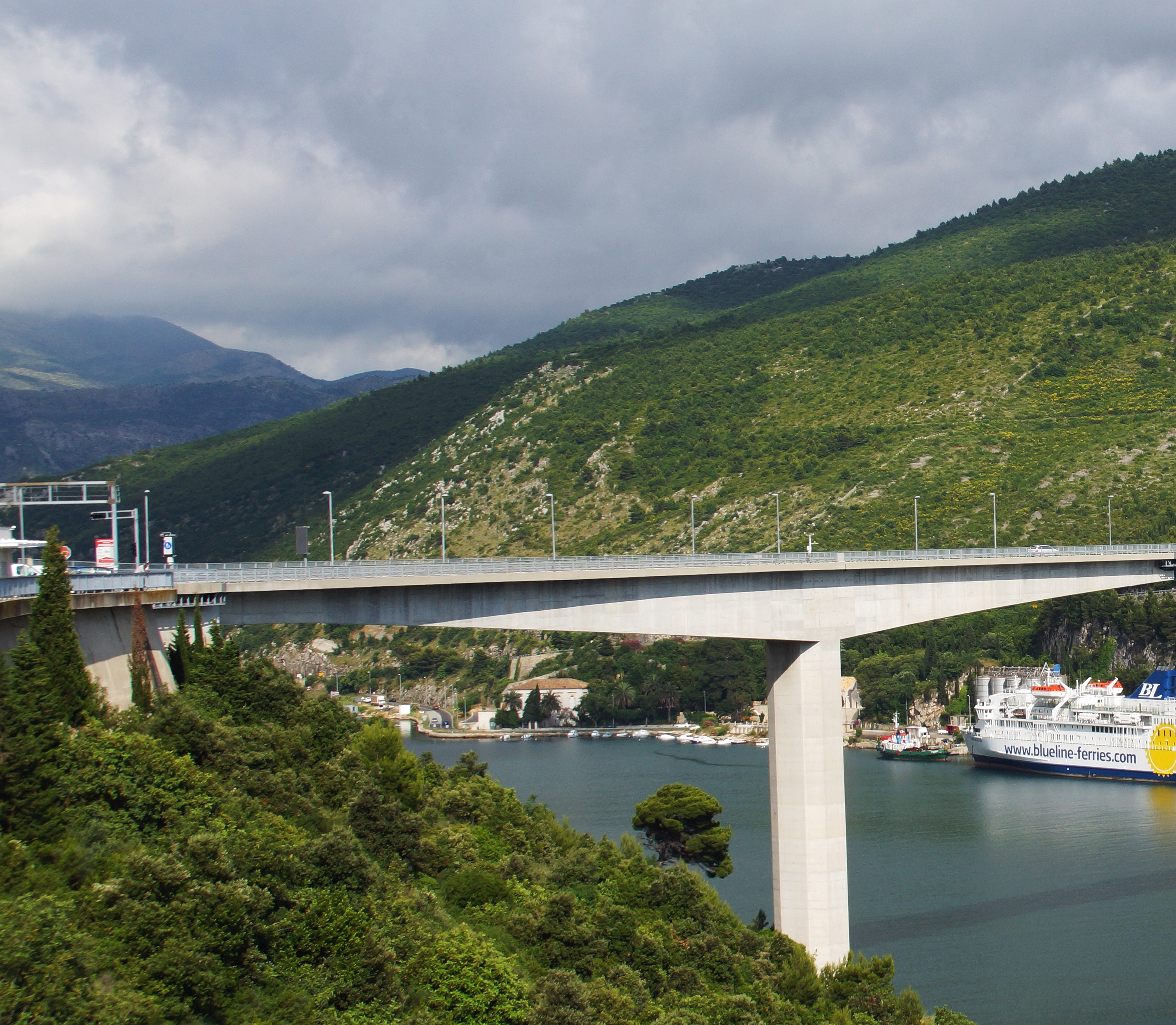
Nordteil der Brücke in Spannbetonbauweise
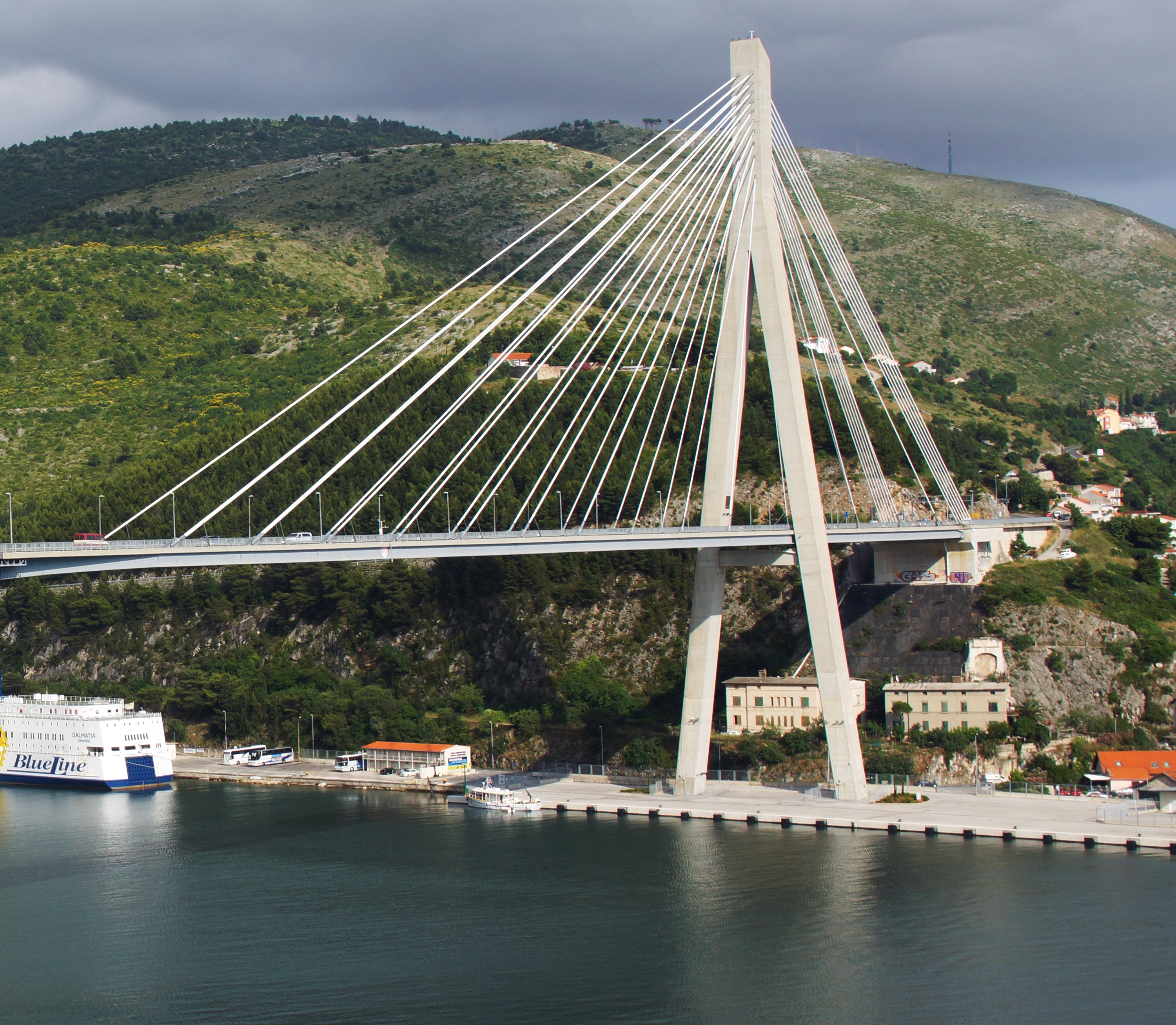
Südteil der Brücke Schrägseilbrücke mit Stahlüberbau
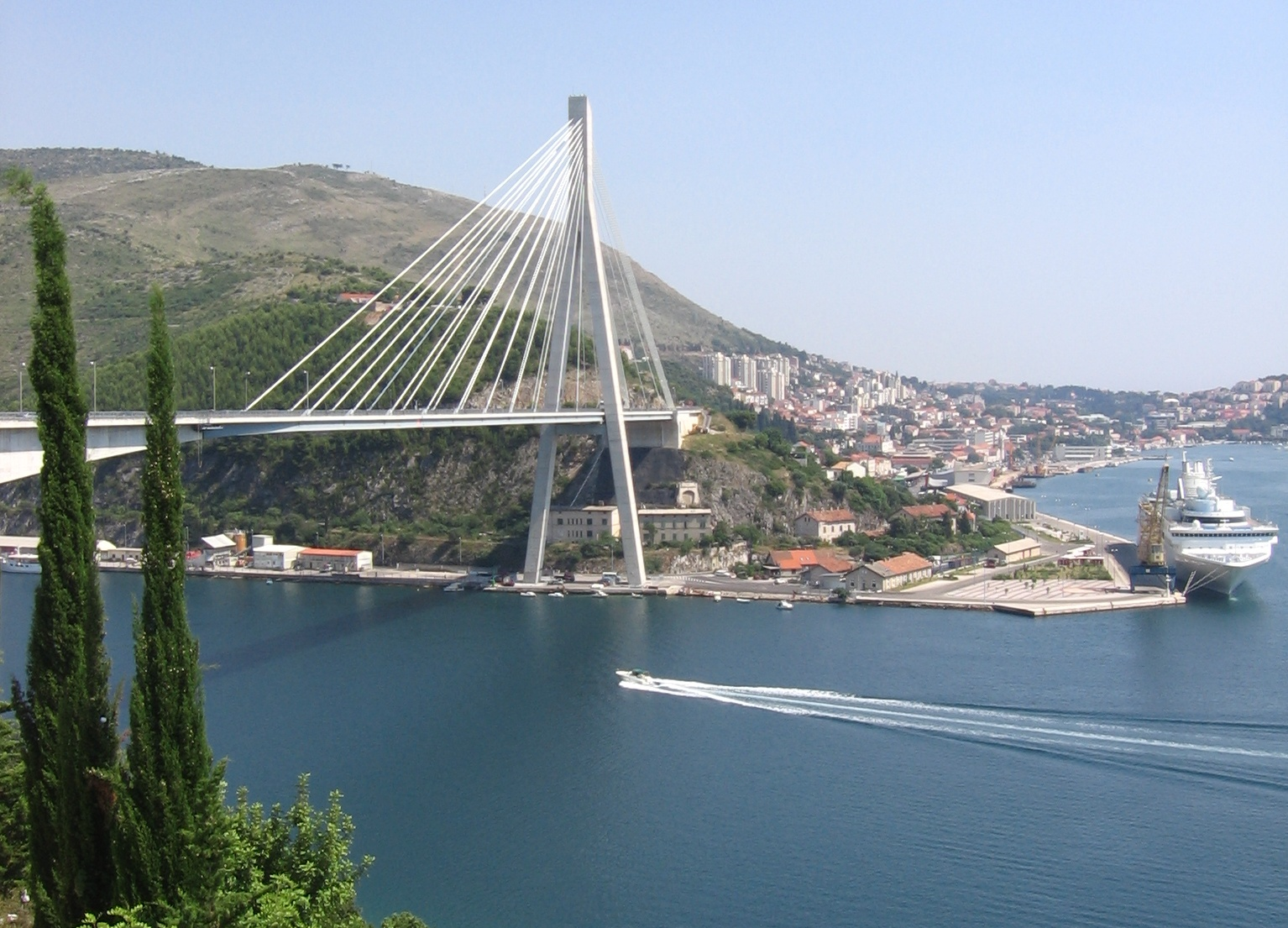
Brücke, Blickrichtung Süden
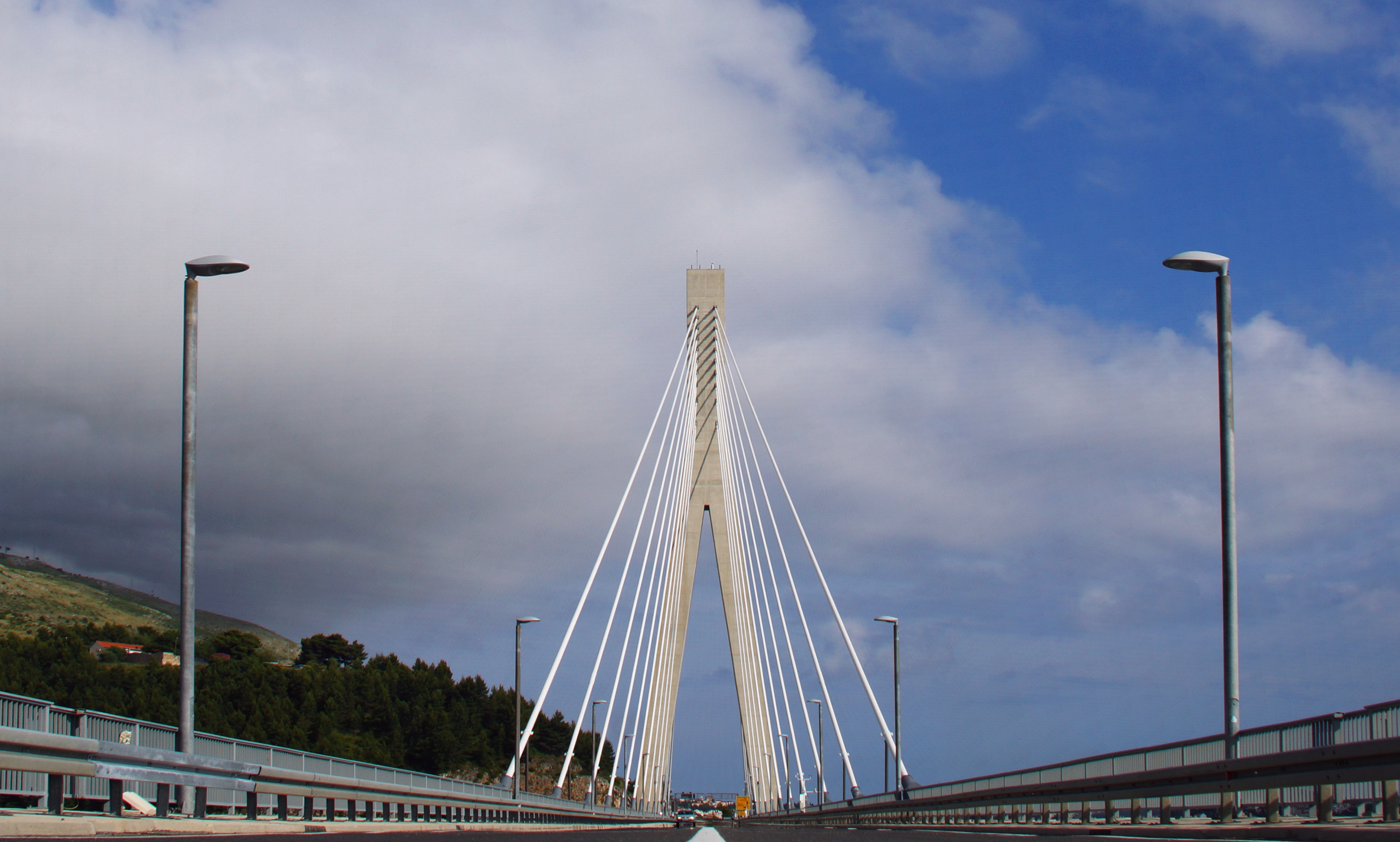
Der Pylon (Oberkante in 141,5 m Höhe) mit den Schrägseilen aus Fahrbahn-Perspektive